# Hasen Musa
Hasen Musa –en árabe, حسن موسى– (nacido en 14 de enero de 1973) es un deportista tunecino que compitió en judo. Ganó una medalla en los Juegos Panafricanos de 1999, y cuatro medallas en el Campeonato Africano de Judo entre los años 1998 y 2002.

## Palmarés internacional
| Juegos Panafricanos | Juegos Panafricanos       | Juegos Panafricanos | Juegos Panafricanos |
| Año                 | Lugar                     | Medalla             | Categoría           |
| ------------------- | ------------------------- | ------------------- | ------------------- |
| 1999                | Johannesburgo (Sudáfrica) | Medalla de oro      | –73 kg              |
| Campeonato Africano |                           |                     |                     |
| Año                 | Lugar                     | Medalla             | Categoría           |
| 1998                | Dakar (Senegal)           | Medalla de oro      | –73 kg              |
| 2000                | Argel (Argelia)           | Medalla de bronce   | –73 kg              |
| 2001                | Trípoli (Libia)           | Medalla de bronce   | –66 kg              |
| 2002                | El Cairo (Egipto)         | Medalla de bronce   | –81 kg              |